# Арцела
Арцела (Arcella) — рід раковинних амеб ряду Arcellinida, які зазвичай зустрічаються в прісних водоймах і мохах і рідко в ґрунтах. Ключовою характеристикою Arcella є круглий панцир з отвором у центрі, звідки виходять пальцеподібні псевдоножки. Це один з найбільших родів раковинних амеб.

## Харчування та поширення
Arcella населяє прісноводні басейни, евтрофні води, болота, мохи, а також вологе листя. Кілька видів також можна знайти в ґрунтах. Вони живляться діатомовими водоростями, одноклітинними зеленими водоростями або найпростішими тваринами, такими як джгутикові та інфузорії.
Більшість видів поширені по всьому світу, але деякі мають обмежене поширення, напр. A. brasiliensis і A. rota, які є ендеміками Південної Америки.
Вони їдять, розтягуючи свої псевдоніжки, щоб оточити їжу та повернути її до мікроорганізму.

## Види
Наразі описано понад 130 видів і підвидів роду Arcella. Види включають:
- Arcella arenaria Greeff, 1866 [2][3]
- Arcella artocrea Leidy, 1876 [3]
- Arcella brasiliensis Cunha, 1913 [3]
- Arcella catinus Penard, 1890 [3]
- Arcella conica (Playfair, 1918) [3]
- Arcella costata Ehrenberg, 1847 [3]
- Arcella dentata Ehrenberg, 1830 [3]
- Arcella discoides Ehrenberg, 1843 [3]
  - Arcella discoides var. scutelliformis Playfair, 1918 [3]
- Arcella excavata Cunningham, 1919
- Arcella gandalfi Féres et al., 2016 [4][5]
- Arcella gibbosa Penard, 1890 [3]
- Arcella hemisphaerica Perty, 1852 [3]
- Arcella intermedia (Deflandre, 1928) Tsyganov & Mazei 2006 [3]
- Arcella megastoma Penard, 1902 [3]
- Arcella mitrata Leidy, 1876 [3]
- Arcella multilobata Golemansky, 1964 [3]
- Arcella ovaliformis Chardez and Beyens, 1987 [3]
- Arcella rota Daday, 1905 [3]
- Arcella peruviana Reczuga et al., 2015 [3]
- Arcella rotundata Playfair, 1918 [3]
- Arcella vulgaris Ehrenberg, 1830 [3]